# William G. Whittaker
William Gillies Whittaker (23 juillet 1876 - 5 juillet 1944) né à Newcastle upon Tyne est un compositeur, pédagogue, chef de chœur et musicologue écossais, spécialiste de Bach.

## Biographie
Whittaker a d'abord étudié les mathématiques au Armstrong College, puis à l’université de Durham, où il a par la suite étudié l’orgue et le chant, à partir de 1898. Après avoir obtenu son diplôme, il devient professeur et conférencier de musique dans cette université. En 1929, il s’installe à Glasgow et enseigne à l'université de Glasgow (1929-1938) , il dirige également le conservatoire de la Royal Scottish Academy of Music and Drama (RSAMD) (1929-1941) et a été membre de trois comités consultatifs des programmes de musique de la BBC.
Whittaker a été chef des chœurs de Northumberland et a fondé le Newcastle Bach Choir en 1915 avec lequel il est parti en tournée de concerts à Londres et a participé à un festival en 1922. Il a présenté, pour la première fois depuis trois siècles , la première version complète du Grand service anglais de William Byrd à Newcastle upon Tyne et à l'église St. Margaret de Westminster en 1924.
W.G. Whittaker a composé des musiques folkloriques écossaises et reste connu comme spécialiste de Bach,,.

## Publications
- Fugitive Notes on Certain Cantatas and the Motets of ].S. Bach, Londres, 1924.
- Class Singing, Londres, 1925 ; 2e édition, 1930
- Collected Essays, Oxford, 1940.
- The Cantatas of J.S. Bach, Sacred and Secular, Londres, 1959.

## Compositions

### Pour orchestre
- 1923 Mood Pictures,
- A Lykewake Dirge
- King Arthur - Suites, pour orchestre à cordes

### Pour orchestre d'harmonie
- 1933 2e Suite Of North Country Folk-Tunes,

### Divertissements

#### Ballet
- 1934 The Boy Who Didn't Like Fairies

### Pour chœur
- 1919 Old King Caraway supped on cake, pour chœur à deux parties et piano
- 1923 The Celestial Sphere, pour chœur mixte et orchestre
- 1923 The Sun Is Up, pour chœur mixte
- 1927 Spring goeth all in white, pour chœur de femmes à l'unisson - texte : Robert Seymour Bridges
- 1936 The windmill, pour chœur à l'unisson et piano - texte : Robert Seymour Bridges
- Psalm CXXXIX, pour chœur mixte
- Among the Northumbrian Hills, pour chœur mixte

### Musique vocale
- 1919 Dream-song, pour voix et piano - texte : Walter de la Mare (1873-1956)
- 1923 To The Beloved, pour soprano et orchestre de chambre
- 1928 O What Saw You?, pour voix et piano
- 1928 Memories of the Northern moorlands, pour voix et piano
- 1929 Blaweary, pour voix et cordes - texte : Wilfrid Wilson Gibson (en) (1878-1962)
- 1940 O Song of a lass, pour ténor et piano - texte : Wilfrid Wilson Gibson
- 1940 Scatterpenny, pour ténor et piano - texte : Wilfrid Wilson Gibson
- 1940 The chief centurion, pour voix et cordes - texte : John Masefield
- 1940 The crowder, pour ténor et piano - texte : Wilfrid Wilson Gibson
- 1940 The empty purse, pour ténor et piano - texte : Wilfrid Wilson Gibson
- 1944 Sweep thy faint strings, Musician, pour soprano, alto et piano - texte : Walter de la Mare
- Blow the wind southerly, pour voix et piano
- Ma bonny lad, pour voix et piano
- The keel row, pour voix et piano
- Two songs, cycle de mélodies pour voix et piano - texte : Robert Seymour Bridges (1844-1930)

### Musique de chambre
- 1928 Suite, pour flûte et piano
- 1929 Phantasie-Quartet, pour violon, alto, violoncelle et piano
- 1930 Phantasie Trio, pour violon, alto et violoncelle
- 1931 Miniature suite, pour flûte, clarinette et basson
- 1932 Suite, pour alto et piano
- 1932 1e Suite Of North Country Folk-Tunes, pour deux violons, alto, violoncelle et piano
- 1939 Swedish impressions, pour violon, flûte, cor, basson, clarinette basse et piano
- 1940 Suite, pour flûte, hautbois et piano
- Blazerskwintet
- Quintette avec piano
- Sonatine en sol mineur, pour violon et piano

### Pour piano
- 1918 Mood pictures

## Source
- (en) Cet article est partiellement ou en totalité issu de l’article de Wikipédia en anglais intitulé « William G. Whittaker » (voir la liste des auteurs).